# NAMC YS-11

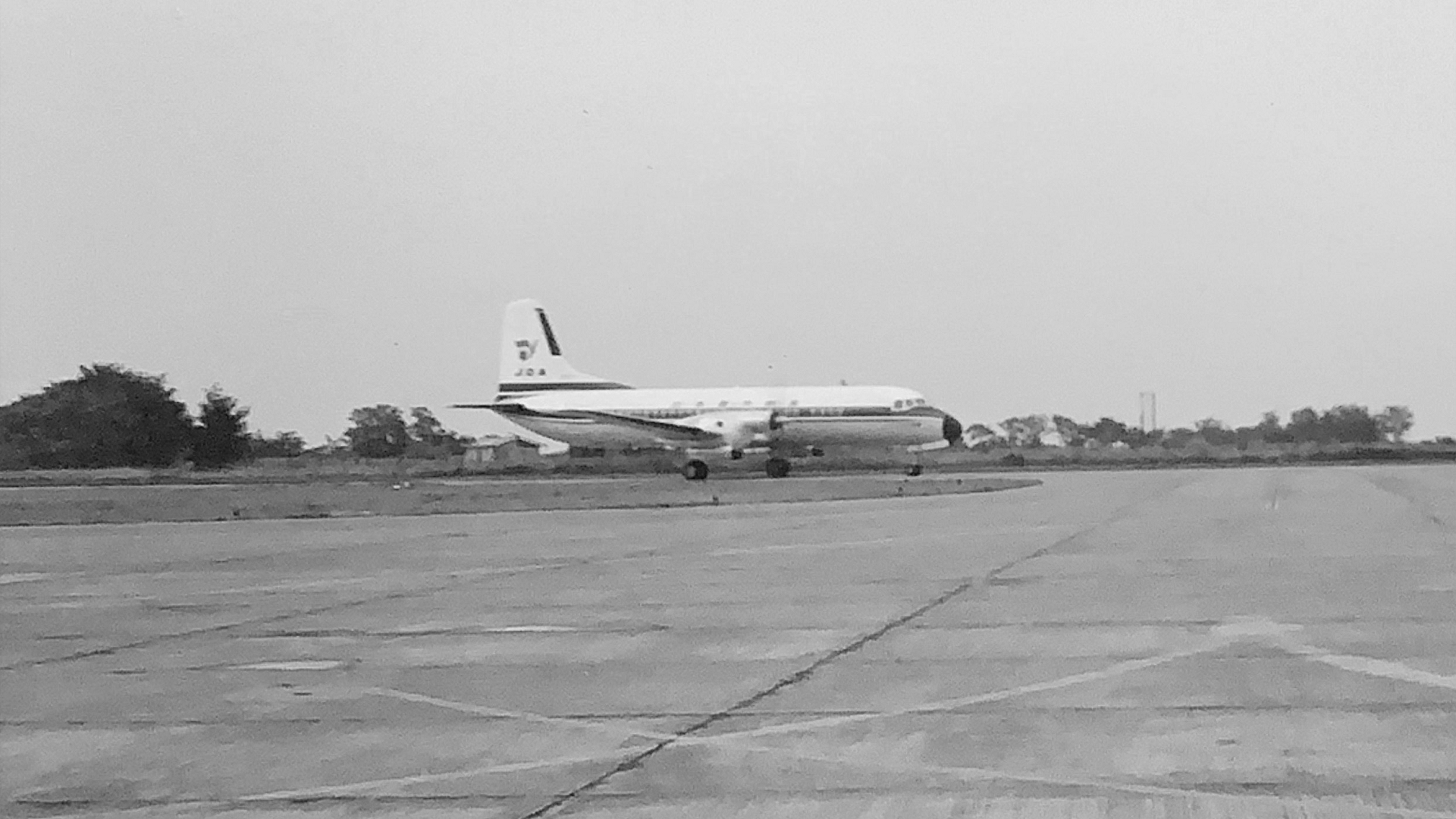
Japan Domestic Airlines 1960s

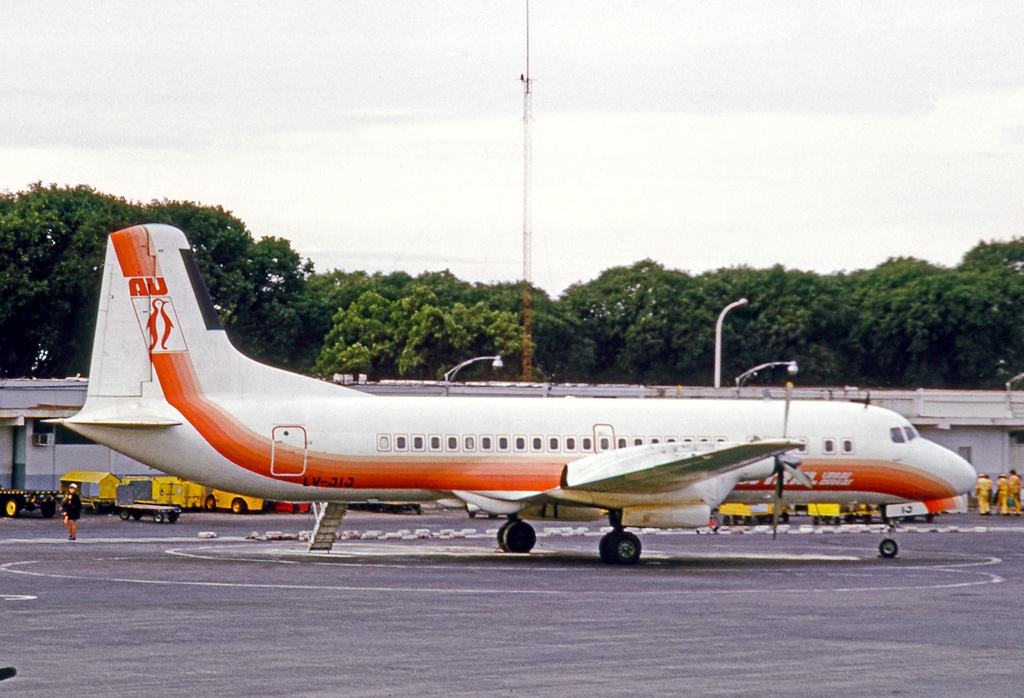
Austral Líneas Aéreas

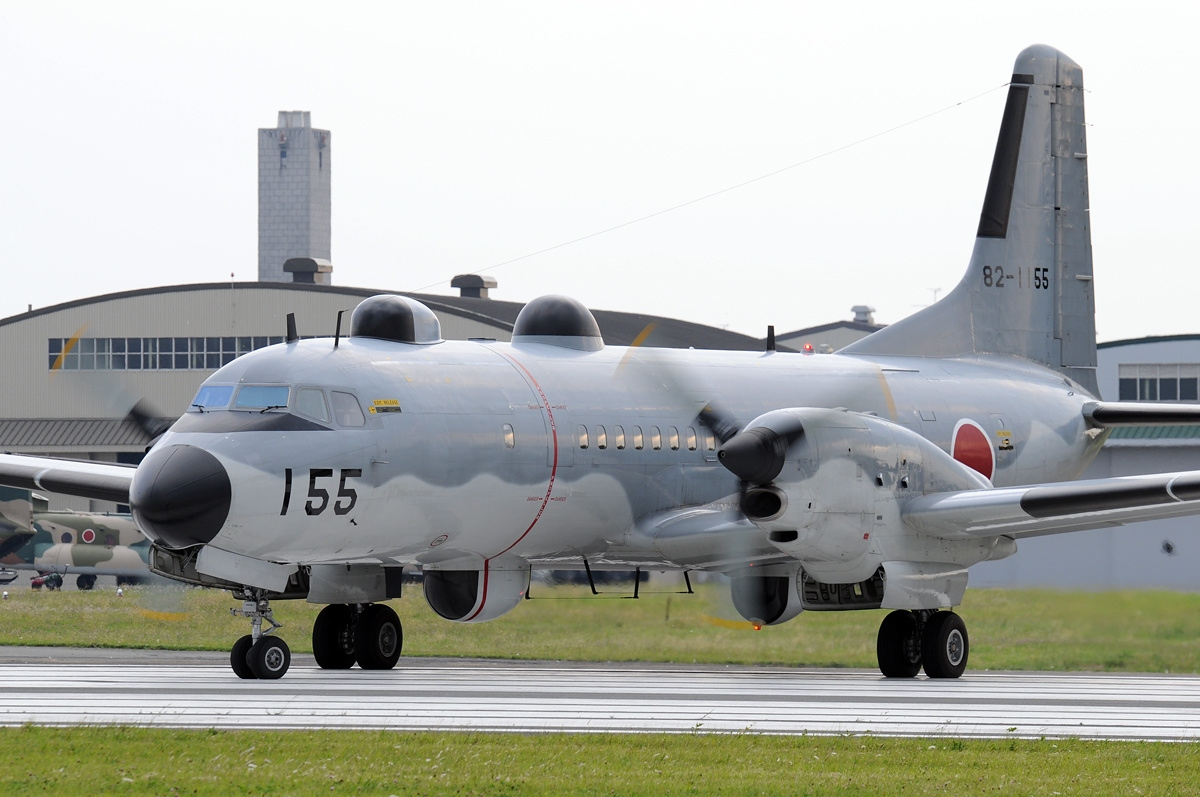
Fuerza Aérea de Autodefensa de Japón

El NAMC YS-11 es un avión con turbohélice construido por el consorcio japonés, Nihon Aircraft Manufacturing Corporation. El programa fue iniciado por el Ministerio de Industria y Comercio Internacional en 1954: la aeronave se lanzó al mercado en 1962, y su producción cesó en 1974.

## Variantes
- YS-11-100
- YS-11-105
- YS-11-112
- YS-11-200
- YS-11-206
- YS-11-218
- YS-11-300
- YS-11-303
- YS-11-305
- YS-11-400
- YS-11-402
- YS-11-500
- YS-11-600
- YS-11E

### Aeronaves similares
- CASA C-207 Azor
- Fokker F27
- Avro 748
- Handley Page Dart Herald
- Antonov An-24

### Listas relacionadas
- Anexo:Aviones de línea regionales

- Datos: Q1069038
- Multimedia: NAMC YS-11 / Q1069038